# Ugi-Reaktion
Die Ugi-Reaktion ist eine erstmals von Ivar Ugi beschriebene Mehrkomponentenreaktion der organischen Chemie. Bei dieser Reaktion geht ein Bis-Amid aus der Reaktion eines Ketons oder Aldehyds, eines Amins, eines Isonitrils sowie einer Carbonsäure  hervor. Die Ugi-Reaktion ähnelt der bereits 40 Jahre früher in Italien entdeckten Passerini-Reaktion (eine Dreikomponentensynthese) von Aldehyden oder Ketonen mit Carbonsäuren und Isonitrilen. Oft wird die Ugi-Reaktion auch als Ugi-Vierkomponentenreaktion bezeichnet.
Die Ugi-Reaktion ist exotherm, für gewöhnlich ist die Reaktion einige Minuten nach Zugabe des Isonitrils abgeschlossen. Hohe Konzentrationen (0,5 bis 2,0 M) der Reaktanten ergeben die höchsten Ausbeuten. Polare, aprotische Lösungsmittel, wie DMF haben sich bisher bewährt. Allerdings gibt es auch Hinweise auf gute Ergebnisse in Wasser.
In der kombinatorischen Chemie findet die Ugi-Reaktion breite Anwendung, bei zugleich hoher Atomökonomie. Eine Totalsynthese für Crixivan beinhaltet die Ugi-Synthese.

## Reaktionsmechanismus
Die Ugi-Reaktion beginnt mit der Kondensation des Amins und der Carbonylverbindung zum Imin 1. Durch nukleophile Addition entsteht aus 1, dem Isocyanid und der Carbonsäure das Intermediat 2. Bisher konnte noch nicht gezeigt werden, ob die trimolekulare Reaktion konzertiert oder in mehreren Stufen verläuft. Verschiebung der Acylgruppe ergibt das gewünschte Bis-Amid 3.
Es wurde gezeigt, dass durch vorheriges Isolieren des Imins 1 die Ausbeute erhöht werden kann. Diese Variante der Ugi-Reaktion ist eine Dreikomponentensynthese.

## Übersichtsartikel
- I. Ugi, S. Lohberger, R. Karl: The Passerini and Ugi Reactions. In: B. M. Trost, Ian Fleming, Clayton H. Heathcock (Hrsg.): Comprehensive Organic Synthesis. Vol. 2. Pergamon, Oxford 1991, ISBN 0-08-040593-2, S. 1083–1109.
- I. Ugi, B. Werner, A. Dömling: The Chemistry of Isocyanides, their MultiComponent Reactions and their Libraries. In: Molecules. Band 8, Nr. 1, 31. Januar 2003, S. 53–66, doi:10.3390/80100053 (mdpi.org [PDF; 87 kB]).
- L. Banfi, R. Riva: The Passerini Reaction. Organic Reactions, Vol. 65, 2005, L. E. Overman Ed. Wiley, ISBN 0-471-68260-8.